# Piłatka (Lublin)
Pour les articles homonymes, voir Piłatka.
Piłatka (prononciation : [piˈwatka]) est un village polonais de la gmina de Godziszów dans le powiat de Janów Lubelski de la voïvodie de Lublin dans l'est de la Pologne.
Il se situe à environ 6 kilomètres au nord de Godziszówi (siège de la gmina), 10 kilomètres au nord de Janów Lubelski (siège du powiat) et 51 kilomètres au sud de Lublin (capitale de la voïvodie).
Le village compte approximativement une population de 390 habitants.

## Histoire
De 1975 à 1998, le village est attaché administrativement à la voïvodie de Tarnobrzeg.

Depuis 1999, il fait partie de la voïvodie de Lublin.